# Johann Georg Gobelius
Johann Georg Gobelius (* 1562 in Bruttig-Fankel; † nach 1615 in Mainz) war ein deutscher Mediziner, Rektor und kurfürstlicher Leibarzt.

## Leben
Johann Gobelius stammte aus einer wohlhabenden Grundbesitzerfamilie aus Bruttig an der Mosel, deren Angehörige Bürger der Stadt Trier waren. Nach Ende seiner schulischen Ausbildung immatrikulierte er sich 1581 an der Universität Mainz, um dort Medizin zu studieren. Nach seiner Promotion, das genaue Jahr ist nicht überliefert, wurde er 1602 zum Rektor der Mainzer Universität berufen und 1615 ernannte ihn Herzog Maximilian I. von Bayern zu seinem Leibarzt.

## Ergänzendes
Für den 5. Juni 1615 vermerkte der Mainzer Kirchenindex eine Trauung zwischen Dr. med. Johann Georg Gobelius, wobei Georg handschriftlich in Gregor geändert wurde, und einer Danielis Weickart.
Zur Grundbesitzerfamilie Gobelius gehörten Matthias Göbel (* 1580), Christian Göbel (* 1582), Pankratius Göbel (* 1594) und Bantus Göbel (* 1594), die ebenfalls alle in Mainz studiert hatten, sowie Cornelius Gobelius (1570–1611) und Martin Gobelius (1535–1598).